# Bunny Lake Is Missing
Bunny Lake Is Missing is een Britse thriller uit 1965 onder regie van Otto Preminger. Het scenario is gebaseerd op de gelijknamige roman uit 1957 van Amerikaanse auteur Merriam Modell. De film werd destijds uitgebracht onder de titel Bunny Lake wordt vermist.

## Verhaal
Ann Lake is een alleenstaande moeder uit de Verenigde Staten die zopas naar Groot-Brittannië is verhuisd. Als ze haar dochter Bunny voor het eerst van school gaat ophalen, is die in geen velden of wegen te bekennen. Bunny blijkt zelfs niet op de school te zijn ingeschreven. De politie vindt geen enkel bewijs van Bunny's bestaan en begint te vermoeden dat Ann krankzinnig is.

## Rolverdeling
| Acteur           | Personage            |
| ---------------- | -------------------- |
| Laurence Olivier | Commissaris Newhouse |
| Carol Lynley     | Ann Lake             |
| Keir Dullea      | Steven Lake          |
| Martita Hunt     | Ada Ford             |
| Anna Massey      | Elvira               |
| Clive Revill     | Andrews              |
| Finlay Currie    | Poppenmaker          |
| Lucie Mannheim   | Kokkin               |
| The Zombies      | Zichzelf             |
| Noël Coward      | Wilson               |
| Adrienne Corri   | Dorothy              |
| Megs Jenkins     | Ziekenzuster         |
| Delphi Lawrence  | Moeder               |
| Jill Melford     | Lerares              |
| Suzanne Neve     | Moeder               |